# Society for Worldwide Interbank Financial Telecommunication
Society for Worldwide Interbank Financial Telecommunication ("SWIFT") är en kooperativ organisation inom bankväsendet som sköter ett telekommunikationsnätverk för finansiella transaktioner mellan banker, börshus och andra finansiella institutioner i hela världen.

## Om organisationen
Swifts huvudkontor är beläget i den belgiska staden La Hulpe. Organisationen bildades 1973 och är medlemsägd. Swift hade i februari 2022 mer än 11 000 anslutna organisationer i över 200 länder.
I och med att organisationens huvudkontor ligger i Belgien lyder den under belgisk lag, och i förlängningen även EU-rätten. Det medför att den påverkas av de sanktioner som europeiska unionen beslutar om. Detta har medfört att Iran uteslöts från möjligheten att använda nätverket 2012, och att flera banker i Ryssland förlorade den möjligheten efter att Ryssland invaderat Ukraina 2022.

## Swift-nätverket
Swift-nätverket är operativt sedan 1977 och utvecklas löpande. Nätverket används för att sända information mellan banker och andra finansiella aktörer världen över så att betalningar kan genomföras på en säkert och smidigt sätt. Under en dag skickas omkring 40 miljoner meddelanden genom nätverket. För att systemet ska fungera använder den flera olika standarder, till exempel BIC-koden som används för att identifiera en betalningsmottagande bank. BIC-koden används tillsammans med ett IBAN-nummer, även det en standard hos Swift, hamnar pengarna på rätt institut och på rätt bankkonto. Servrarna som har hand om nätverkets europeiska transaktioner står i Nederländerna och Schweiz.